# Clémence Guetté
« Guetté » redirige ici. Pour l’article homophone, voir Gaîté.
Clémence Guetté, née le 15 mars 1991 à Bressuire dans le département des Deux-Sèvres, est une femme politique française.
Membre du Parti de gauche, puis de La France insoumise à partir de 2016, elle est notamment la coordinatrice de l'Avenir en Commun, le programme politique de Jean-Luc Mélenchon aux élections présidentielles de 2017 et de 2022. Elle est secrétaire générale du groupe parlementaire de la France insoumise à l'Assemblée nationale pendant la XVe législature. Elle est ensuite élue députée de la 2e circonscription du Val-de-Marne, puis réélue en 2024. Le 18 juillet 2024, elle est élue première vice-présidente de l'Assemblée nationale.
Elle participe activement aux négociations pour élaborer les programmes politiques de la Nupes et du Nouveau Front populaire.
Depuis 2023, elle est, avec Jean-Luc Mélenchon, coprésidente du think tank insoumis l'Institut La Boétie.

## Biographie

### Origine et formation
Clémence Guetté est native de Bressuire dans les Deux-Sèvres, d'une mère professeur d'anglais et d'un père homme au foyer, et réside à La Forêt-sur-Sèvre. Elle a un frère.
Après un baccalauréat scientifique, elle obtient une double licence de lettres et de sciences politiques à l'université de Poitiers, où réside une partie de sa famille, puis un master de sociologie politique à Sciences Po Paris (promotion 2014).
Elle passe également, durant un an, par Agro ParisTech, pour se former aux politiques de l'environnement,,. Étudiante boursière, elle effectue des petits boulots parallèlement à ses études pour subvenir à ses besoins.

### Débuts politiques
Pendant ses études, elle est brièvement membre de l'Union nationale des étudiants de France (UNEF), pendant seulement une quinzaine de jours,, car elle juge l'organisation trop proche du Parti socialiste. L'UNEF est alors fréquenté par les étudiants Aurélien Taché, Stéphane Séjourné, Guillaume Chiche et Pierre Person, futurs députés engagés à partir de 2016 dans le parti La République en marche,,.
En 2010, Clémence Guetté adhère au Parti de gauche, avant d'être repérée par son chef et fondateur Jean-Luc Mélenchon alors qu'elle milite au Mouvement pour la 6e République,. Lorsque ce mouvement mute pour devenir La France insoumise (LFI), elle est embauchée dans l'équipe dirigée par Charlotte Girard qui travaille sur le programme en vue des élections présidentielles de 2017,.
Décrite comme intelligente et dotée d'une énorme capacité de travail, Clémence Guetté connaît une ascension fulgurante au sein de LFI,,. Elle devient secrétaire générale du groupe parlementaire de La France insoumise en 2017, fonction qu'elle occupera jusqu'en 2022. Après le départ de Charlotte Girard en 2019, Clémence Guetté prend sa place en tant que coordinatrice du programme de l'Avenir en Commun, et coordonne également le programme de campagne de Jean-Luc Mélenchon pour les élections présidentielles de 2022,,.
Clémence Guetté est candidate pour la première fois aux élections régionales de 2021. Elle est tête de liste pour LFI en Nouvelle-Aquitaine, liste qui est soutenue par la Fédération des Deux-Sèvres du Parti communiste français et par le Nouveau Parti anticapitaliste. Sa liste récolte 5,67 % des voix.

### Députée du Val-de-Marne

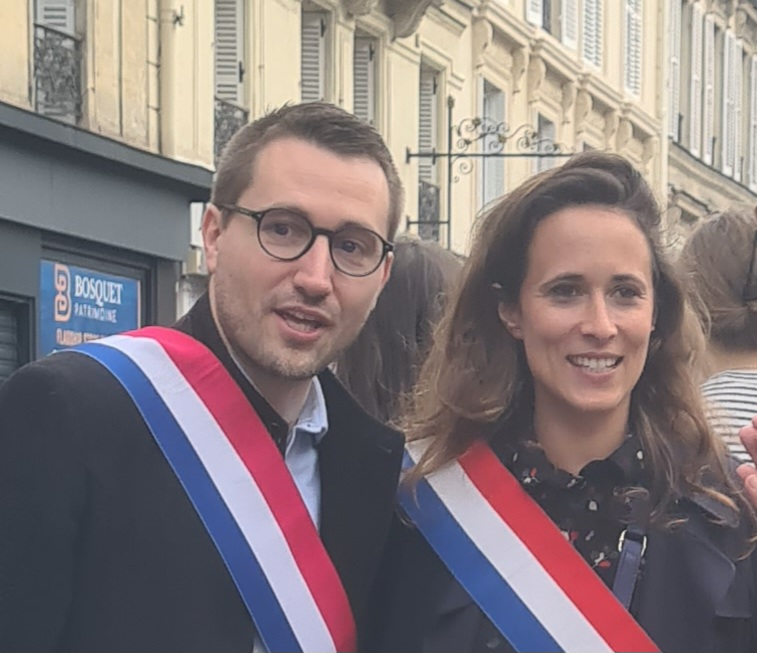
Antoine Léaument et Clémence Guetté lors de la manifestation contre le racisme en mars 2025, à Paris.

Elle est ensuite candidate NUPES aux élections législatives de 2022 dans la 2e circonscription du Val-de-Marne (Orly, Créteil-Sud, Choisy-le-Roi),. Elle arrive largement en tête au premier tour marqué par une forte abstention (58,38 %) puis est élue députée à l'issue du second tour, avec environ 64 % des voix exprimées, face au candidat de la majorité présidentielle et député sortant, Jean François Mbaye,.
Elle siège au sein du groupe La France insoumise.
Elle est réélue en 2024, toujours dans la 2e circonscription du Val-de-Marne, après la dissolution de l'Assemblée nationale par le président de la République Emmanuel Macron, et ce dès le premier tour de ces élections législatives anticipées, avec 55 % des suffrages exprimés.
Le 19 juillet 2024, elle est élue première vice-présidente de la XVIIe législature, avec 337 voix, bien que devancée d'une voix par Naïma Moutchou, la fonction revenant au candidat arrivé en tête du scrutin se déclarant de l'opposition.

### Coprésidente de l'Institut La Boétie

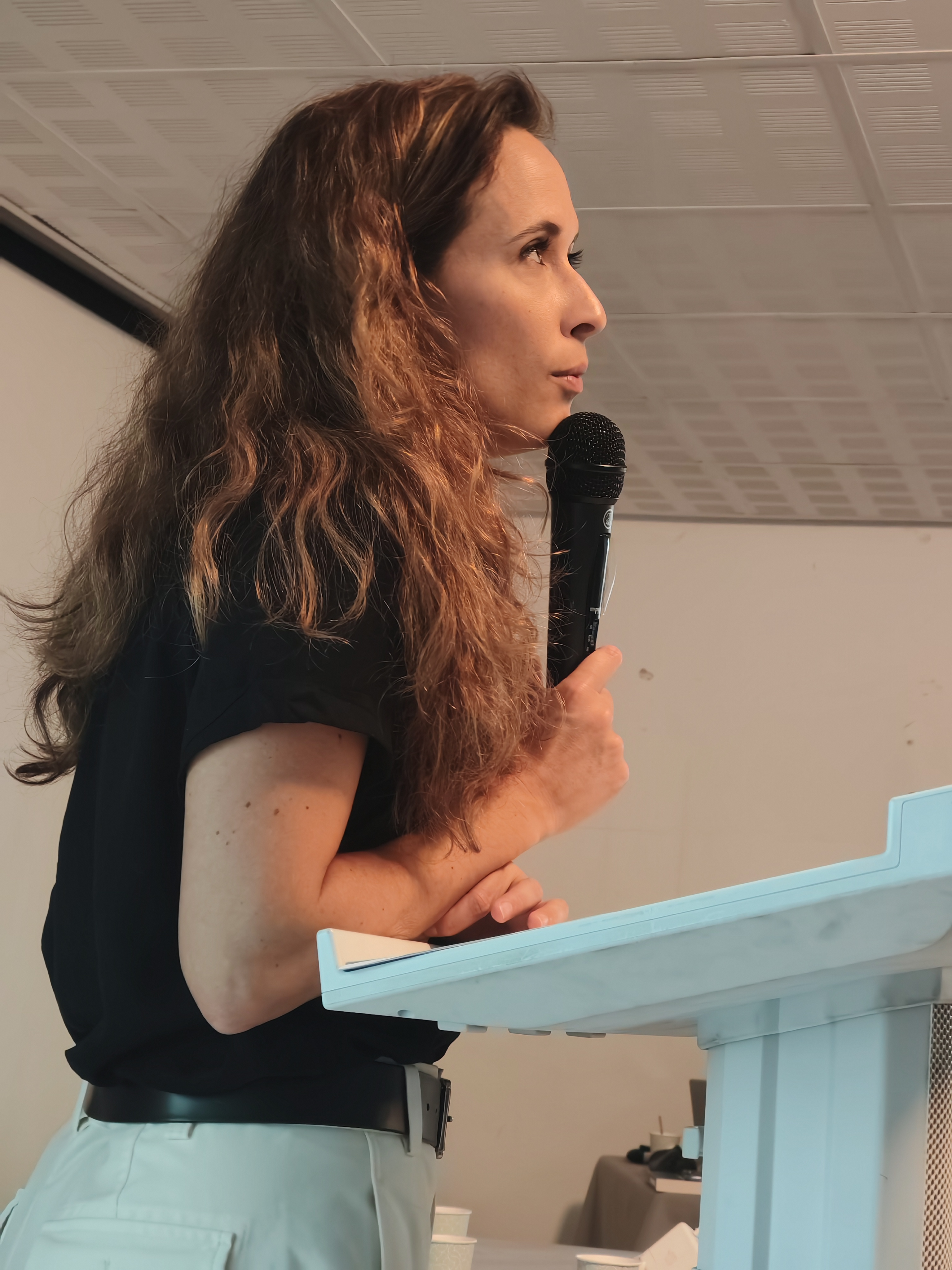
Clémence Guetté faisant un point politique à la promotion Rosa Luxemburg du cursus renforcé de l'Institut La Boétie en avril 2025.

Depuis février 2023, elle copréside avec Jean-Luc Mélenchon le think tank de gauche Institut La Boétie, rattaché au parti politique La France insoumise. De par cette fonction, elle coordonne les activités de l'institut et intervient régulièrement dans ses conférences.
À l'automne 2024, pour la sortie du livre Extrême droite : la résistible ascension publié aux Éditions Amsterdam créée en partenariat avec l'Institut La Boétie, Clémence Guetté entame un tour de France pour donner des conférences sur la lutte contre l'extrême droite et faire des dédicaces. Cette tournée se concentre sur les territoires ruraux où l'extrême droite a fait des scores importants lors des élections législatives de 2024 et où la gauche a perdu des députés, tels que la Creuse, la Moselle, l'Hérault ou les Alpes-de-Haute-Provence.

## Résultats électoraux

### Élections législatives
| Année | Parti | Parti       | Circonscription    | 1er tour | 1er tour | 1er tour | 2d tour | 2d tour | 2d tour |
| Année | Parti | Parti       | Circonscription    | Voix     | %        | Rang     | Voix    | %       | Issue   |
| ----- | ----- | ----------- | ------------------ | -------- | -------- | -------- | ------- | ------- | ------- |
| 2022  |       | LFI (NUPES) | 2e du Val-de-Marne | 12 440   | 47,46    | 1re      | 16 523  | 64,20   | Élue    |
| 2024  |       | LFI (NFP)   | 2e du Val-de-Marne | 22 494   | 55,0     | 1re      |         |         | Élue    |

### Élections régionales
Les résultats ci-dessous concernent uniquement les élections où elle est tête de liste.
| Année | Liste | Liste             | Région             | 1er tour | 1er tour | 2d tour       | 2d tour       | Sièges obtenus |
| Année | Liste | Liste             | Région             | Voix     | %        | Voix          | %             | Sièges obtenus |
| ----- | ----- | ----------------- | ------------------ | -------- | -------- | ------------- | ------------- | -------------- |
| 2021  |       | LFI-NPA-PCF diss. | Nouvelle-Aquitaine | 84 519   | 5,67     | non qualifiée | non qualifiée | 0 / 183        |

## Publications
- L'Avenir en commun : le programme pour l'Union populaire (présenté par Jean-Luc Mélenchon, coordonné par Clémence Guetté et Hadrien Clouet), Paris, Éditions du Seuil, 2021, 158 p. (ISBN 978-2-02-148246-1).
- Ugo Palheta (dir.) (postface Clémence Guetté), Extrême droite : la résistible ascension, Paris, Éditions Amsterdam, 2024, 280 p. (ISBN 978-2-35480-293-6).
- Julien Talpin (dir.) (postface Clémence Guetté), Nouveau peuple, nouvelle gauche, Paris, Editions Amsterdam, 2025, 320 p. (ISBN 9782354803223).